# Pyotr Ten
Pyotr Alekseyevich Ten (tiếng Nga: Пётр Алексеевич Тен; sinh ngày 12 tháng 7 năm 1992) là một cầu thủ bóng đá người Nga. Anh thi đấu cho FC Yenisey Krasnoyarsk.

## Sự nghiệp
Anh có màn ra mắt tại Giải bóng đá ngoại hạng Nga vào ngày 26 tháng 5 năm 2013 cho P.F.K. CSKA Moskva trong trận đấu với FC Rostov.
Vào tháng 6 năm 2014, Ten gia nhập Anzhi Makhachkala theo dạng cho mượn 1 mùa giải.

## Danh hiệu
CSKA Moskva
- Giải bóng đá ngoại hạng Nga (1): 2012–13
- Cúp quốc gia Nga (1): 2012–13